# Тарабич, Йоцо
Йоцо Тарабич (серб. Јоцо Тарабић; 7 января 1916, Тржич — 8 ноября 1995, Белград) — югославский военачальник времён Народно-освободительной войны Югославии, генерал-подполковник ЮНА и Народный герой Югославии.

## Биография

### Ранние годы
Родился 7 января 1916 года в деревне Тржич у Слуня (ныне Хорватия) в бедной крестьянской семье. Серб по национальности. Окончил начальную школу в родной деревне и затем коммерческое училище в Винковцах. Работал в Тржиче и Огулине, с 1936 года проходил службу в Югославской королевской армии. Окончил школу младших офицеров и школу лётчиков. Политикой не занимался, в связях с революционерами не был замечен.

### Народно-освободительная война
Начало Апрельской войны Тарабич встретил в звании сержанта авиации. Попал в плен в Загребе, однако сбежал из лагеря военнопленных и вернулся домой в Тржич. В первые дни существования Независимого государства Хорватии стал свидетелем преследования и массового убийства сербов. После бегства установил связь с сербами в родном краю и занялся подготовкой к партизанской войне. Служил в партизанском отряде «Тржич» и был его командиром, затем в Тоболичской роте 3-го батальона 2-го Кордунского партизанского отряда.
В августе 1941 года Тарабич участвовал в разрушении моста на Мрежнице, где с группой партизан целый день сдерживал роту жандармов и домобранцев, которые были отправлены на помощь домобранскому гарнизону в Примишале. Вместе с командиром 3-го батальона 2-го Кордунского отряда Мичо Барачем он штурмовал позиции жандармов в Тржиче. После гибели Барача Йоцо принял на себя командование, взял Тржич и арестовал всех жандармов, собрав большое количество трофейных боеприпасов. За это был назначен оперативным офицером батальона.
За всю войну Тарабич в разное время служил в 1-й (позднее 4-й) кордунской ударной бригаде сначала как заместитель командира, потом как командир, также был начальником штаба и командиром 8-й кордунской дивизии, а также начальником оперативного отделения 4-го хорватского армейского корпуса. В 1943 году участвовал в боях за Цетинград, Кладушу и Цазин; штурме Ласини и захвате усташской крепости Крашич; в боях за Бихач, Дубраву, Босилево и Перясицу; в сражениях против 372-й хорватской легионерской дивизии у Трошмарии; боях за Жужемберк, Истрию и Триест.
Первый раз Тарабич был легко ранен в Тоболиче в 1942 году. В 1944 году у Крашича он получил тяжёлое ранение в боях с немцами, после выздоровления продолжил служба. 2 августа 1945 года у Звечая он был ранен из засады несдавшихся усташей — крижарей.

### После войны
Йоцо Тарабич продолжил службу в Югославской народной армии после войны. Был начальником инвалидного отделения 5-й армии, начальника отделения по делам личного состава ЮНА, редактора журнала «Војни гласник» и начальника Военно-издательского завода ЮНА. Окончил Высшую военную академию ЮНА, на пенсию вышел в звании генерал-подполковника. Избирался дважды в Сабор СР Хорватии, возглавлял Союз спорта и реабилитации инвалидов СР Сербии.
Скончался 8 ноября 1995 года в Белграде, похоронен на Аллее народных героев Нового кладбища.
Был награждён рядом орденов и медалей, в том числе Орденом Народного героя (указ от 27 ноября 1953 года).